# Aelius Marcianus
Aelius Marcianus (3. század) római jogtudós, aki a Digestában található kivonataiban általa Diviusnak nevezett Septimus Severus halála környékén alkotott. További tőle vett idézetek mutatják, hogy a császár utódja, Antoninus Caracalla idején is működött. Institúciók című műve alapján túlélte a császárt, aki 217-ben halt meg. Elképzelhető, hogy még Alexander Severus idején is élt, akinek az uralkodása 222-ben kezdődött. Az Aelius Marcianus név feltűnik még Hispania Baetica proconsuljaként is a Digestában Antoninus Pius idejéből.
Fő művei, amelyekből a Digestában is idéztek:
- Az Institutiones 16 könyvben, amelyet I. Justinianus bizánci császár Institutiones című könyvének összeállításánál is felhasználtak;[7]
- A Publica Judicia 2 könyvben
- A Appellationes 2 könyvben
- Öt könyvből álló Regularia
- Delatores
- Hypothecaria Formula
- ad Sct. Turpillianum